# Hubbard, Quận Dodge, Wisconsin
Hubbard là một thị trấn thuộc quận Dodge, tiểu bang Wisconsin, Hoa Kỳ. Năm 2010, dân số của thị trấn này là 1.734 người.